# Guerschon Yabusele
Guerschon Yabusele (17. prosince 1995, Dreux, Francie) je francouzský profesionální basketbalový hráč Realu Madrid.

## Život
Yabusele se narodil ve francouzském Dreux rodičům, kteří emigrovali ze Zairu. V mládí trénoval box. Basketbal začal hrát v roce 2012. 
Byl považován za jednoho z nejlepších hráčů v draftu NBA v roce 2016. Byl draftován jako 16. v pořadí týmem Boston Celtics, za který hrál od roku 2017 do roku 2019.
V roce 2021 podepsal smlouvu s Realem Madrid.
Na mezinárodních soutěžích reprezentuje Yabusele francouzský národní tým, se kterým získal stříbrné medaile na olympijských hrách v letech 2020 a 2024.